# طريق المعلومات فائق السرعة
طريق المعلومات فائق السرعة أو infobahn كان مصطلح شائع الاستخدم منذ التسعينات للإشارة إلى أنظمة الاتصالات الرقمية وشبكة الاتصالات السلكية واللاسلكية عبر الإنترنت. وهو مرتبط بالسيناتور في الولايات المتحدة ثم نائب الرئيس آل غور.

## التعريفات
وهناك العديد من التعريفات لهذا المصطلح. فوفقا لإسلوب مجلة وايرد (Wired): مبادئ الاستخدام الإنجليزى في العصر الرقمي يعرف المصطلح بأنه «منظومه رقمية كاملة - تفاعلية، كابل، برودباند، 500 قناة [...] ثم قدمه السيناتور آل غور الابن في اجتماع عام 1978 مجتمع صناعة الكمبيوتر، احتراماً لأبيه، السيناتور ألبرت غور». (71).
تعرف موسوعة ماغراو-هيل (McGraw-Hill) للكمبيوتر المكتبي المصطلح «كنظام مقترح للاتصالات عالي السرعة وضعته إدارة كلينتون / غور لتعزيز التعليم في أمريكا في القرن الحادي والعشرين، وكان الغرض منه مساعدة جميع المواطنين بغض النظر عن مستوى دخلهم، وقد تم الإشارة إلى الإنترنت في الأصل كنموذج لهذا الطريق الفائق السرعة، ولكن مع انفجار الشبكة العنكبوتية، أصبحت الإنترنت هي الطريق السريع للمعلومات»(464).
ويعرف قاموس أوكسفورد الإنجليزي المصطلح بأنه «طريق أو شبكة لنقل المعلومات بسرعة عالية؛ (أ) شبكة الألياف البصرية الوطنية المقترحة في الولايات المتحدة؛ (ب) الإنترنت». ويشير قاموس أوكسفورد الإنجليزي أيضا إلى استخدام هذا المصطلح في ثلاث دوريات:
- في عدد الثالث من كانون الثاني / يناير 1983 من مجلة نيوزويك: «... إن الطرق الفائقة للمعلومات التي يتم بناؤها من كابل الألياف الضوئية ستربط بوسطن ونيويورك وفيلادلفيا وواشنطن العاصمة في نظام مكون من 776 ميل على الساحل الشرقي».

ما بين عامى 1972-1974 تم بناء نموذج أولي من إنفوسترادا (INFOSTRADA) في بولندا. وفي وقت لاحق تم ترجمته في الولايات المتحدة إلى طريق المعلومات فائق السرعة، وقد ذُكر في مقابلة مع آل غور في ويريد، في ديسمبر من عام 1995، ص. 218- مجلة وايرد أن مشروع إنفوسترادا وصف في كتاب أندرو (أندرزج) تارغوسكي، بالبولنديه (Informatyka, Modele Systemow i Rozwoju) إنفورماتيكا، مودل سيستيمو i روزوجو (المعلوماتية، نماذج للأنظمة وتطويرها)، وارسو، بولندا: PWE، 1980، pp.119-198
و في 19 كانون الأول / ديسمبر 1991 من مجلة كريسشان ساينس مونيتور: «السناتور جور يدعو نرين (الشبكة الوطنية للبحوث والتعليم) (NREN)» طريق المعلومات فائق السرعة « حافزا لماً يأمل أن تصبح يوما ما شبكة الألياف البصرية الوطنية».و في عددها الصادر في 26 أكتوبر / تشرين الأول 1993 تشير صحيفة «نيويورك تايمز»: «واحدة من التقنيات التي يدفعها نائب الرئيس آل غور هي الطريق السريع للمعلومات، الذي سيربط الجميع في المنزل أو المكتب بأي شيء آخر - الأفلام والبرامج التلفزيونية وخدمات التسوق والبريد الإلكتروني ومجموعات ضخمة من البيانات».
وتصف ورقة العمل رقم 179 لعام 1994 لمركز تنسيق العلوم بمعهد ماساتشوستس للتكنولوجيا المفهوم على النحو التالي: «إن الطريق السريع للمعلومات يربط مباشرة الملايين من الناس، وكلاهما مستهلك للمعلومات ومزود محتمل لها). وتركز معظم التوقعات حول الفرص التجارية للطريق السريع للمعلومات على توفير منتجات المعلومات، مثل الفيديو عند الطلب، ومنافذ البيع الجديدة للمنتجات المادية، كما هو الحال مع التسوق في المنازل (...) ويجمع الطريق السريع للمعلومات بين الملايين من الأفراد الذين يمكنهم تبادل المعلومات مع بعضهم البعض. وأي مفهوم للسوق التقليدية حيث تجرى التبادلات المفيدة، مثل السوق الزراعية أو المنافسة التجارية، أو أي نظام يستجيب فبها الأفراد للأسعار المعلنة على شاشة الكمبيوتر بطريقه غير مُرضيه بالمرة وذلك بالنسبة للاعداد للكبير للغاية من الصفقات المعقدة في كثير من الأحيان والتي ستكون مطلوبة».

## عبارات مشابهه ظهرت في وقت سابق
بعض الناس الآخرين استخدموا مصطلح «الطريق السريع» عند الحديث عن الاتصالات حتى في وقت سابق.
ففي عام 1964، م. براذرتون (M. Brotherton) في كتابه ميزر أند ليزر (Masers and Lasers)؛ كيف يعملون، ماذا يفعلون في ص. 5، كُتب عن شعاع الليزر واستخدم المصطلح «الطريق السريع» بغرض الإتصال.

في عام 1974، استخدم نام جون بايك (Nam June Paik) مصطلح «الطريق السريع الفائق» في تطبيق للإتصالات السلكية واللاسلكية، مما يرجح الرأي بأنه قد يكون الواضع الأول للمصطلح «طريق المعلومات السريع». في الواقع، فإن اقتراحه لعام 1974 لمؤسسة روكفلر، «التخطيط الإعلامي للمجتمع ما بعد الصناعي - القرن الحادي والعشرين نعيشه الآن، فقط يبغد عنا 26 عاما»، وقد استخدم عبارة مختلفة قليلا، «الطريق الإلكتروني فائق السرعة»:
| طريق المعلومات فائق السرعة | سيصبح بناء الطريق الإلكتروني قائق السرعة الجديد مشروعا أكثر حداثة. وعلى افتراض أننا نربط مدينة نيويورك مع لوس انجليس عن طريق شبكة الاتصالات الإلكترونية التي تعمل في مدى تحويل قوي، وكذلك مع الأقمار الصناعية القارية، وأدلة الموجة (wave guides)، الكابلات المحورية المجمعة (bundled coaxial cable)، وبعد ذلك أيضا عن طريق الياف الليزر الضوئية : فإن النفقات ستكون تقريباً كنفقات الهبوط على سطح القمر، إلا أن الفوائد التى سنجنيها ستكون أكبر. | طريق المعلومات فائق السرعة |

## آل غور كمرجع
والإشارة إلى الإنترنت بأنها «الطريق السريع للمعلومات» هو اعتراف بالإنجازات الرئيسية التي حققها كل من عضو مجلس الشيوخ آل غور Sr. الذي قاد التشريع الذي أنشأ نظام الطريق السريع بين الولايات، وآل غور Jr. الذي أنشأ التشريع الذي سمح في نهاية المطاف بالاستخدام التجاري للإنترنت الوليدة آنذاك.

## مزيد من القراءة
مقالات
- Andrews, Edmund. "Policy Blueprint Ready for Data Superhighway." New York Times, Sept. 15, 1993.
- Besser, Howard. "The Information SuperHighway: Social and Cultural Impact," 1995.
- Broad، William (10 نوفمبر 1992)، Clinton to Promote High Technology, With Gore in Charge، نيويورك تايمز، مؤرشف من الأصل في 2019-12-10 {{استشهاد}}: استعمال الخط المائل أو الغليظ غير مسموح: |ناشر= (مساعدة)
- Ferranti, Marc. "Europe Seeks a Lane on Info Highway," International Herald Tribune, October 1995.
- "Information Superhighways: The Next Information Revolution." The Futurist, January–February 1991, Vol. 25: 21-23.
- Kahn, Jeffery. "Building and Rescuing the Information Superhighway نسخة محفوظة 2 مارس 2020 على موقع واي باك مشين.," 1993.
- Special Issue: TIME magazine, 12 April 1993. "Take A Trip into the Future on the ELECTRONIC SUPERHIGHWAY نسخة محفوظة 2 ديسمبر 2008 على موقع واي باك مشين."
- Gomery, Douglas. "What's At the End of the Infobahn?," American Journalism Review, May 1996.

تغطية المجلات
- Special Issue: TIME magazine, 12 April 1993. "The Info Highway: Bringing a revolution in entertainment, news, and communication[وصلة مكسورة]"
- Popular Mechanics, January, 1994. "Understanding the Information Superhighway"